# Agathobacter ruminis
Agathobacter ruminis es una bacteria grampositiva del género Agathobacter. Fue descrita en el año 2016. Su etimología hace referencia al rumen. Es grampositiva, aunque debido a su delgada pared de peptidoglicano, se tiñe como gramnegativa. Es móvil por flagelo polar o subpolar. Las células tienen un tamaño de 0,3-0,4 μm de ancho por 1,5-2,1 μm de largo. Las colonias en agar M10 son blancas y lisas. Temperatura de crecimiento entre 25-45 °C, óptima de 35-39 °C. Catalasa negativa. Produce butirato y acetato. Se ha aislado del rumen de ovejas y vacas. 